# Satz von den Ergänzungsparallelogrammen
Der Satz von den Ergänzungsparallelogrammen ist ein Lehrsatz der Elementargeometrie über die Flächeninhalte von Parallelogrammen.

## Formulierung des Satzes

Parallelogramm
mit Satz von den Ergänzungsparallelogrammen

Der Satz besagt folgendes:
Gegeben sei ein Parallelogramm {\displaystyle {\mathcal {P}}=ABCD} der euklidischen Ebene und darin sei {\displaystyle d} eine der beiden Diagonalen, etwa (oBdA) {\displaystyle d=AC}.

 Weiter sei {\displaystyle Z} ein innerer Punkt von {\displaystyle d}.

Durch {\displaystyle Z} seien die beiden Parallelen zu den Seiten von {\displaystyle {\mathcal {P}}} gezogen, welche {\displaystyle {\mathcal {P}}} in vier Teilparallelogramme unterteilen, wobei {\displaystyle Z} deren alleiniger gemeinsamer Punkt ist.

Dann gilt:
Die beiden Teilparallelogramme, welche von der Diagonalen {\displaystyle d} nicht zerlegt werden, also mit {\displaystyle d} allein den Punkt {\displaystyle Z} gemeinsam haben, sind ergänzungsgleich und daher von identischem Flächeninhalt.

## Herleitung und Erläuterung
Die vier Teilparallelogramme von {\displaystyle {\mathcal {P}}} seien mit {\displaystyle {\mathcal {P}}_{A},{\mathcal {P}}_{B},{\mathcal {P}}_{C},{\mathcal {P}}_{D}} bezeichnet. Die Indizierung orientiert sich an den Eckpunkten von {\displaystyle {\mathcal {P}}}. Es ist also {\displaystyle {\mathcal {P}}_{X}} dasjenige Teilparallelogramm, welches den Eckpunkt   {\displaystyle X}   {\displaystyle (X=A,B,C,D)}   enthält. Folglich sind aus Konvexitätsgründen die beiden Teilparallelogramme, welche mit der Diagonalen   {\displaystyle d}   allein den Punkt {\displaystyle Z} gemeinsam haben, {\displaystyle {\mathcal {P}}_{B}} und {\displaystyle {\mathcal {P}}_{D}}, während {\displaystyle {\mathcal {P}}_{A}} und {\displaystyle {\mathcal {P}}_{C}} diejenigen beiden Teilparallelogramme seien, welche mit {\displaystyle d} mehr als einen Punkt gemeinsam haben.
{\displaystyle d}   zerlegt nun {\displaystyle {\mathcal {P}}} in zwei kongruente Dreiecke, nämlich in {\displaystyle ABC} und {\displaystyle ACD}, und genauso zerlegt   {\displaystyle d} sowohl  {\displaystyle {\mathcal {P}}_{A}} als auch {\displaystyle {\mathcal {P}}_{C}} jeweils in zwei kongruente Dreiecke.
Sind hier nun {\displaystyle {\Delta }_{1}} und {\displaystyle {\Delta }_{2}} die beiden Zerlegungsdreiecke von {\displaystyle {\mathcal {P}}_{A}} beziehungsweise {\displaystyle {\Delta }_{3}} und {\displaystyle {\Delta }_{4}} die beiden Zerlegungsdreiecke von {\displaystyle {\mathcal {P}}_{C}} und dabei  {\displaystyle {\Delta }_{1}} und {\displaystyle {\Delta }_{3}} innerhalb des Dreiecks {\displaystyle ABC} beziehungsweise {\displaystyle {\Delta }_{2}} und {\displaystyle {\Delta }_{4}} innerhalb des Dreiecks {\displaystyle ACD} gelegen, so wird  {\displaystyle ABC} in die drei Flächenstücke {\displaystyle {\Delta }_{1}} und  {\displaystyle {\Delta }_{3}} und {\displaystyle {\mathcal {P}}_{B}} zerlegt und genauso {\displaystyle ACD}  in die drei Flächenstücke {\displaystyle {\Delta }_{2}} und  {\displaystyle {\Delta }_{4}} und {\displaystyle {\mathcal {P}}_{D}}  .
Folglich ergeben sich hinsichtlich der Flächeninhalte die Identitäten
(I)   {\displaystyle F_{ABC}=F_{ACD}={\frac {F_{ABCD}}{2}}}
(II)   {\displaystyle F_{ABC}=F_{{\Delta }_{1}}+F_{{\Delta }_{3}}+F_{{\mathcal {P}}_{B}}}
(III)   {\displaystyle F_{ACD}=F_{{\Delta }_{2}}+F_{{\Delta }_{4}}+F_{{\mathcal {P}}_{D}}}
und daraus wegen der genannten Kongruenzbeziehungen unmittelbar die Identität
(IV)   {\displaystyle F_{{\mathcal {P}}_{B}}=F_{{\mathcal {P}}_{D}}} .
Dies bedeutet auch:
{\displaystyle {\mathcal {P}}_{B}}   und   {\displaystyle {\mathcal {P}}_{D}} sind ergänzungsgleich.
 Denn durch Hinzufügung endlich vieler paarweise kongruenter Vielecke werden aus {\displaystyle {\mathcal {P}}_{B}}   und   {\displaystyle {\mathcal {P}}_{D}} zwei kongruente Vielecke erhalten, nämlich die beiden Dreiecke   {\displaystyle ABC}   und   {\displaystyle ACD} 
Dies beweist den Satz.

## Zur Terminologie
Die beiden Teilparallelogramme {\displaystyle {\mathcal {P}}_{B}}   und   {\displaystyle {\mathcal {P}}_{D}} werden wegen des in dem Satz dargestellten Sachverhalts Ergänzungsparallelogramme genannt. Damit ist auch der Name des Satzes selbst erklärt.